# Orós
Orós is een gemeente in de Braziliaanse deelstaat Ceará. De gemeente telt 21.784 inwoners (schatting 2009).

## Geboren
- Raimundo Fagner (1949), zanger en componist